# Diecezja Livorno
Diecezja Livorno, łac. Dioecesis Liburnensis – diecezja Kościoła rzymskokatolickiego we Włoszech, w metropolii Pizy, w regionie kościelnym Toskania.
Została erygowana 25 września 1806.